# Ramazzottius tribulosus
Ramazzottius tribulosus is een soort in de taxonomische indeling van de beerdiertjes (Tardigrada).
Het diertje behoort tot het geslacht Ramazzottius en behoort tot de familie Hypsibiidae. De wetenschappelijke naam van de soort werd voor het eerst geldig gepubliceerd in 1988 door Bertolani & Rebecchi.